# 南勢 (桃園市)
南勢，是臺灣桃園市平鎮區的一個傳統地域名稱，位於該區北部偏東。相較於今日行政區，其範圍大致包括南勢里、平南里東部、金星里最東端一小部分、平安里東南端一小部分、建安里最西端一小部分、東勢里最西端凸出部分的北半部。
本地區北部因緊鄰中壢老街，已發展成為中壢市區的一部分。

## 歷史
台灣清治末期至日治初期，南勢地區為一街庄，稱為「南勢庄」，隸屬於桃澗堡。該庄北與北勢庄為鄰，東與東勢庄為鄰，南邊為山仔頂庄，西邊為安平鎮庄。
1901年（日治明治三十四年）11月，全台廢縣廳改設二十廳，該庄隸屬於桃仔園廳。1903年（明治三十六年），改名桃園廳。1909年（明治四十二年）10月，合併二十廳為十二廳，該庄隸屬不變。1920年（大正九年），廢十二廳改設五州二廳，該庄改制為「南勢」大字，隸屬於新竹州中壢郡平鎮庄。
戰後平鎮庄改制為平鎮鄉，隸屬於新竹縣，大字亦改制為村。1950年桃、竹、苗分治，平鎮鄉改隸屬於桃園縣。1992年3月，平鎮鄉因人口達15萬而改制為平鎮市，村改制為里。2014年12月，桃園縣升格為直轄桃園市，平鎮市改制為平鎮區。

## 聚落
本地區發展較早的聚落為斗函坡，在日治期初期的官方地圖上已有記載。此外，本地區尚有南勢口、山崁子、安濟橋、南勢角 等聚落。

## 交通
省道台66線為於東西向快速道路系統「東西向快速公路－觀音大溪線」，大致以西北－東南走向經過南勢地區東北部近邊界地帶。境內未設交流道，最近的是北側邊界外不遠處與市道113號交會處的「平鎮二交流道」。由該道路向西北可前往新屋、觀音大潭並止於省道台61線（西部濱海快速道路）路口，向東南可前往大溪南興接縣道112甲線以前往國道3號的大溪交流道。
市道113號（中豐路南勢一段～二段）是大園至龍潭十一份的道路，大致以北北東—南南西走向轉縱向經過本地區西部邊界地帶。由該道路向北北東可前往中壢、青埔、大園等地，向南可前往龍潭、十一份並止於省道台3乙線路口。
區道桃72線是戲棚跡至霄裡的道路，大致以西南西—東北東走向轉西北—東南走向蜿蜒經過本地區北部。由該道路向西南西轉西可前往平鎮、高山頂的戲棚跡並止於區道桃102線路口，向東南可前往東勢、霄裡並止於市道114號路口。

## 學校
- 桃園市立平南國民中學
- 桃園市平鎮區南勢國民小學